# Bayou Vista (Teksas)
Bayou Vista je grad u američkoj saveznoj državi Teksas. Prema popisu stanovništva iz 2010. u njemu je živjelo 1.537 stanovnika.